# Pont de Levallois - Bécon metróállomás
A Pont de Levallois - Bécon egy metróállomás Franciaországban, a párizsi agglomeráció Levallois-Perret településének területén, a párizsi metró 3-as vonalán. Tulajdonosa és üzemeltetője az RATP.

## Metróvonalak
Az állomást az alábbi metróvonalak érintik:
- 3-as metróvonal

## Kapcsolódó állomások
A metróállomáshoz az alábbi állomások vannak a legközelebb:
- Anatole  France (Gallieni, 3-as metróvonal)